# Lluert oriental
El lluert oriental o llangardaix verd oriental (Lacerta viridis) és una espècie de sauròpsid (rèptil) escatós de la família lacèrtids que viu a Europa centro-oriental, fins Ucraïna i Turquia.

## Descripció
Els mascles tenen una coloració verda amb clapat negre en el llom i groguenc en el ventre, mentre que en les femelles s'aprecia un verd brillant en el llom i en el ventre groc-ataronjat. A mitjans de la primavera els dos sexes adquireixen una coloració blavosa en les mandíbules, apreciable més freqüentment en els mascles. Les seves dimensions en l'edat adulta és, des del cap fins a la cloaca, d'entre 10-15 cm, i des del cap fins a la punta de la cua d'entre 28-45 cm.
Les cries naixen amb una coloració marró en el llom, i verdós en el ventre passant desapercebuts als depredadors entre la fullaraca de la tardor.

## Comportament
S'alimenta d'insectes, cucs, llagostes, cigales, papallones, aranyes, etc. A mitjans de l'estiu la femella posa al voltant de cinc a vuit ous que soterra sota la molsa o sota terra fent eclosió aquests a la fi d'estiu i principis de tardor. A l'hivern rares vegades es deixen veure, romanent en galeries excavades en els mesos freds.